# Dichrometra doederleini
Dichrometra doederleini is een haarster uit de familie Mariametridae.
De wetenschappelijke naam van de soort werd in 1900 gepubliceerd door Perceval de Loriol.